# Les Baux-Sainte-Croix
Les Baux-Sainte-Croix là một xã thuộc tỉnh Eure trong vùng Normandie miền bắc nước Pháp.